# Західна ВО «Завихост»
Західна воєнна округа «Завихост», інша назва (З'єднані групи «33») виникла в кінці 1944 року в результаті реорганізації групи УПА-Північ, яка була розділена на дві: Західна ВО «Завихост» та Східна ВО (З'єднані групи № 44). Вона охоплювала Західний край північно-східних українських земель (ПСУЗ): Берестя, Ковель, Луцьк.
До складу ВО «Завихост» увійшли ВО «Турів» і частина ВО «Заграва».

## Назва
Назва округи, найімовірніше, взята від назви міста Завихост, розташованого в південно-західній Польщі, на річці Вісла. Нині належить до Сандомирського повіту Свентокшиського воєводства.
Саме у битві під Завихостом 19 червня 1205 року загинув князь Роман Мстиславович, який у 1199 році об'єднав Волинь і Галичину в одну державу Галицько-Волинське князівство, а пізніше взяв Київ та включив його у сферу своїх впливів.

## Структура (за Петром Содолем)
Бригади діяли, мабуть, тільки в ВО «Завихост» у 1944-45. Намічений штатний план бриґади передбачав її поділ на загони з відділами та підвідділами. Остаточно чисельний стан кожної бригади становив від 200 до 400 вояків, а це фактично сила куреня, в якому дві чи три бойові сотні.
Командир: Іван Литвинчук «Максим», «Дубовий»
Бригади і загони — фактично курені:
- 1-а бриґада «Пам'ять Базару», «ім. Лайдаки» — командир: «Ярок»
- 2-а бриґада «Жовті води», «ім. Острого» — командир: «Галайда»
- 3-я бриґада «Холмська», «ім. Мазепи» — кр. «Буря», кр. «Ткач»
- 4-а бриґада «Соборна Україна», «ім. Вовчака» — командир: «Ромб» (Зінчук Тихон)
- 5-а бриґада «Пилявці», «ім. Байди» — командир: «Лисий» (Климчак Іван), командир: «Ігор» (хорунжий Іван Кисіль)
- 6-а бриґада «Помста Крут», (? після загибелі Климука «ім. Назара») — командири: «Крига» (Климук-Крига) († 12.09.1944), «Верховинець» (Троцюк Григорій)